# 1996 DB1
1996 DB1 är en asteroid i huvudbältet som upptäcktes 22 februari 1996 av den japanska astronomen Takao Kobayashi vid Ōizumi-observatoriet.
Asteroiden har en diameter på ungefär 3 kilometer.